# Алексій (Кузнецов)
Але́ксій (в миру Кузнецо́в Мико́ла Микола́йович; *31 серпня 1875, місто Царське Село — †18 листопада 1938, місто Іжевськ) — архієпископ Сарапульський, кандидат богослов'я (1902).

## Життєпис

Алексій серед пономарів та служок Свято-Троїцької церкви Сарапула. 1920-ті

Закінчив Царськосельський ліцей, Петербурзьку духовну академію у 1902 році. Вчився також в археологічному інституті Санкт-Петербургу, займався церковною археологією. В 1904 році під впливом Іоанна Кронштадтського прийняв чернецтво. Служив в різних монастирях, училищах та місіях, в тому числі і в Персії. З 1916 року — єпископ Дмитровський, вікарій Московський, помічник патріарха Тихона. В березні 1917 року направлений в місто Сарапул. Проповідував серед кліру та прихожан Сарапульського вікаріатства відчуття смирення, братської любові. В 1918–1919 роках управляв всією В'ятською єпархією. З 1917 по 1937 роки був 7 разів заарештований. В сарапульських в'язницях, в концтаборах Біломорсько-Балтійського каналу та Соловках показав себе пристрасним, негнучким борцем за православні святині, права вірян послідовників патріарха Тихона в Удмуртії. З 1927 року архієпископ, в 1931–1932 та 1935 роках управляв також єпархією. Готувався стати митрополитом Казанським, але був заарештований як творець «контрреволюційної, церковно-повстанської, шпигунсько-терористичної» організації та розстріляний без суду в Іжевську.
Автор праці «Юродство та натовп». З 1913 року займався релігійно-психологічними, моральними та соціальними дослідженнями.